# 조우진 (1993년)
조우진(趙佑辰, 1993년 11월 25일 ~ )은 대한민국의 축구 선수이며, 포지션은 공격수이다. 현재 K3리그의 경주 한국수력원자력 소속이다.

## 축구인 경력

### 한남대학교
2002년 월드컵을 계기로 축구선수에 대한 꿈을 가지기 시작하여, 양정초등학교에서 축구를 시작했다. 그러나 아버지의 반대와 축구 선배 및 지도자들의 구타 및 폭언 등을 견디기 힘들었고, 끝내 중학생이 되어 축구를 중도포기했다. 하지만 고등학교 때 다시 축구를 시작했고, 1학년 때 수비형미드필더를 보다가 스트라이커로 전향하면서 기량이 만개했다. 고등부 강원 리그에서 득점왕을 차지하고, 팀을 금석배 및 백록기 3위, 전국체전 우승으로 이끌었다. 이 후 한남대학교에 진학하여 주전자리를 꿰찼다. 2014년 U리그에서 조석재를 제치고 득점왕에 올랐다. 이 활약을 바탕으로 마틴 레니 감독의 눈에 찍혀 프로 진출에 성공하였다.

### 서울 이랜드 FC
2015년 신생팀 서울 이랜드 FC에 우선지명으로 입단하였다.

### 울산 현대미포조선 돌고래
2015년 7월 21일 내셔널리그의 울산 현대미포조선 돌고래로 6개월간 임대를 떠났다. 2015년 10월 10일 열린 부산교통공사와의 경기에서 해트트릭을 달성하고, 챔피언결정전에서 MVP를 수상하는 등 뛰어난 활약을 선보였다.

## 수상

### 클럽

#### 경주 한국수력원자력 축구단
- 내셔널리그
  - 우승 1회 : 2017

### 개인
- 내셔널리그 2016 챔피언결정전 MVP[3]